# Wimvadocus torelli
Wimvadocus torelli is een vlokreeftensoort uit de familie van de Maeridae. De wetenschappelijke naam van de soort is voor het eerst geldig gepubliceerd in 1866 door Goes.